# Iryna Podolska
Iryna Serhijiwna Podolska, ukr. Ірина Сергіївна Подольська (ur. 14 marca 1995) – ukraińska piłkarka, grająca na pozycji obrońcy w klubie Worskła Połtawa, reprezentantka Ukrainy.

## Kariera piłkarska

### Kariera klubowa
W 2010broku rozpoczęła zawodową karierę klubową w seniorskiej drużynie Żytłobud-2 Charków, która w 2022 zmienił nazwę na Worskła Połtawa.

### Kariera reprezentacyjna
9 listopada 2018 roku zadebiutowała w seniorskiej kadrze narodowej w wygranym 4:1 meczu towarzyskim z Kosowem. Wcześniej broniła barw juniorskiej reprezentacji U-19.

## Sukcesy i odznaczenia

### Sukcesy klubowe
Żytłobud-2 Charków/Worskła Połtawa
- mistrz Ukrainy: 2016, 2017, 2019/20, 2022/23, 2023/24
- zdobywca Pucharu Ukrainy: 2019/20, 2020/21, 2021/22, 2023